# Antonio Santoro
Pour les articles homonymes, voir Santoro.
Antonio Santoro (né le 13 septembre 1989 à Potenza, dans la province de Potenza, en Basilicate) est un coureur cycliste italien.

## Biographie
En 2017, il est contrôlé positif à acétazolamide. Ses résultats lors du Tour du lac Qinghai ont été déclassés.

## Palmarès et résultats

### Palmarès par année
- 2007
  - 2e étape du Giro di Basilicata
- 2010
  - Gran Premio La Torre
  - Giro delle Valli Cuneesi :
    - Classement général
    - 3e et 4e étapes

  - 2e du Trofeo Petroli Firenze
  - 3e du Girobio
- 2015
  - 3e de Bassano-Monte Grappa

### Classements mondiaux
| Année           | 2009 | 2010 | 2011 | 2012 | 2013   | 2014 | 2015 | 2016 | 2017   | 2018 |
| --------------- | ---- | ---- | ---- | ---- | ------ | ---- | ---- | ---- | ------ | ---- |
| UCI Asia Tour   |      |      |      | 295e |        |      |      | 372e |        | 66e  |
| UCI Europe Tour | 481e | 406e | 337e |      | 1 130e | 477e | 908e | 583e | 1 530e | 618e |